# Spoorlijn Wil - Konstanz
De spoorlijn Wil - Weinfelden - Kreuzlingen - Konstanz werd gebouwd door de Mittel-Thurgau-Bahn (MThB) in Kreuzlingen. De bedrijfsvoering werd verzorgd door Mittelthurgaubahn, ook bekend als Mittel-Thurgaubahn-Gesellschaft (afgekort MThB) met hoofdkantoor te Weinfelden.

## Geschiedenis
Op 11 augustus 1890 werd een projectcommissie voor de bouw van een spoorlijn de Mittel-Thurgau-Bahn (MThB) in Kreuzlingen opgericht.
Op 28 maart 1908 werd de Mittel-Thurgau-Bahn Gesellschaft (MThB) in Weinfelden opgericht.

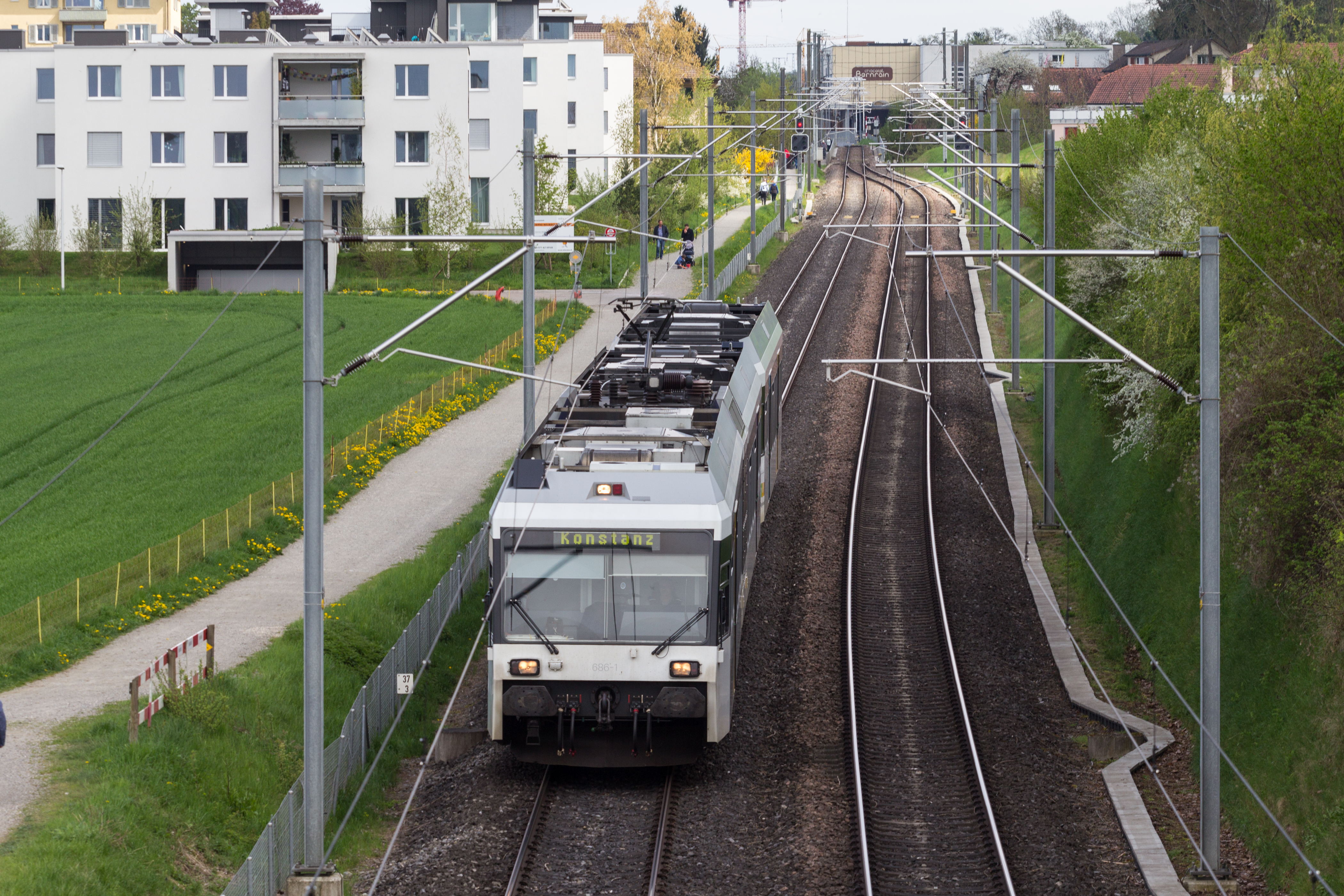
thurbo RABe 526 (Stadler GTW) op een 2-sporige lijn tussen Kreuzlingen-Bernrain en Tägerwilen.

Het traject van Wil-Weinfelden-Kreuzlingen naar Konstanz werd op 16 december 1911 geopend met aansluiting op het traject van Kreuzlingen resp. Kreuzlingen-haven naar Konstanz dat reeds op 17 juli 1875 was geopend. Dit grensoverschrijdende traject werd door de Schweizerische Nationalbahn (SNB) gebouwd.
In Weinfelden werd een werkplaats opgericht. Deze werd als laatste activiteit van de MThB op 23 februari 2007 gesloten.
In 1962 begon Stadler Rail met een kleine werkplaats in Bussnang die is uitgegroeid tot een complex. Bij de bouw is rekening gehouden met het hoogteverschil.
Het traject van Wil-Weinfelden-Kreuzlingen-Konstanz werd op 16 december 1911 geopend.
Op 31 december 2002 werd het traject overgedragen aan de Thurbo AG. Deze droeg het beheer van de infrastructuur over aan de SBB.
De MThB sloot na het spoor en het depot op 23 februari 2007 de werkplaats in Weinfelden. De nog aanwezige personeelsleden werd vervangend werk in bij SBB werkplaats in Oberwinterthur aangeboden.
Hierbij werd een bijna 100 jaar spoorgeschiedenis in Weinfelden afgesloten.
Het traject tussen Wil SG en Weinfelden wordt in de periode tussen 26 maart 2012 en 27 september 2012 gesloten voor het personenvervoer. Hierbij wordt de verkeersleiding en de perrons aangepast aan de huidige eisen.

## Trajectbeschrijving
Het 41 kilometer lange traject loopt van Kreuzlingen over Weinfelden naar Wil overwegend in het kanton Thurgau en de laatste 4 kilometers in het kanton Sankt Gallen.
De tractie voor de treinen werd tot de elektrificatie op 24 september 1965 als laatste noemenswaardige spoorlijn in Zwitserland verzorgd door stoomlocomotieven en diesellocomotieven.
De treinen begonnen en eindigen regelmatig in het Duitse station Konstanz met aansluiting op het Duitse spoorwegnet.

## Treindiensten
Het traject tussen Wil en Konstanz valt niet onder de S-Bahn van Sankt Gallen maar is een traject van THURBO.

### S-Bahn Sankt Gallen
De treindiensten van de S-Bahn van St. Gallen worden uitgevoerd door de AB, SOB, THURBO.

### SBB
De Schweizerische Bundesbahnen (SBB) verzorgt het intercityverkeer van/naar Zürich / Konstanz. De treinen zijn in de dienstregeling aangeduid met de letters: IC.
Deze treindienst maakt tussen Weinfelden en Konstanz gebruik van dit traject.

## Elektrische tractie
Het traject werd op 24 september 1965 geëlektrificeerd met een spanning van 15.000 volt 16 2/3 Hz wisselstroom.